# Geranil difosfat 2-C-metiltransferaza
Geranil difosfat 2--metiltransferaza (EC 2.1.1.255, SCO7701, GPP metiltransferaza, GPPMT, 2-metil-GPP sintaza, MGPPS, geranil pirofosfatna metiltransferaza) je enzim sa sistematskim imenom S-adenozil--metionin:geranil-difosfat 2--metiltransferaza. Ovaj enzim katalizuje sledeću hemijsku reakciju
-adenozil--metionin + geranil difosfat {\displaystyle \rightleftharpoons } -adenozil-L-homocistein + (E)-2-metilgeranil difosfat
Ovaj enzim, zajedno sa EC 4.2.3.118, 2-metilizoborneol sintazom, formira 2-metilizoborneol. Ovo jedinjenje jakog mirisa ustajale zemlje proizvode zemljišni mikroorganizmi.

## Literatura
- Nicholas C. Price; Lewis Stevens (1999). Fundamentals of Enzymology: The Cell and Molecular Biology of Catalytic Proteins (Third изд.). USA: Oxford University Press. ISBN 019850229X.
- Eric J. Toone (2006). Advances in Enzymology and Related Areas of Molecular Biology, Protein Evolution (Volume 75 изд.). Wiley-Interscience. ISBN 0471205036.
- Branden C; Tooze J. Introduction to Protein Structure. New York, NY: Garland Publishing. ISBN 0-8153-2305-0.
- Irwin H. Segel. Enzyme Kinetics: Behavior and Analysis of Rapid Equilibrium and Steady-State Enzyme Systems (Book 44 изд.). Wiley Classics Library. ISBN 0471303097.

## Spoljašnje veze
- Geranyl+diphosphate+2-C-methyltransferase на 